# Park Royal (Metropolitano de Londres)
Park Royal é uma estação da linha Piccadilly do Metropolitano de Londres. Fica entre North Ealing e Alperton e está na Travelcard Zone 3. Ele está situado no lado sul da Western Avenue (A40) leste-oeste, cercado pela área residencial de Ealing e pelo industrial Park Royal. Há uma passagem subterrânea para pedestres sob a estrada A40 perto da estação.
As plataformas da estação têm um gradiente significativo contínuo (com inclinação de sul para norte).

## História
A District Railway (DR, agora a linha District) abriu a linha através de Park Royal em sua nova extensão para South Harrow em 23 de junho de 1903. Uma estação, Park Royal & Twyford Abbey, foi aberta na época a uma curta distância ao norte da estação atual para servir o recém-inaugurado recinto de shows do Park Royal da Royal Agricultural Society.
A estação atual foi construída para a extensão dos serviços da linha Piccadilly sobre os trilhos da linha District para South Harrow. Foi inaugurada em 6 de julho de 1931 e substituiu a estação anterior, que fechou no dia anterior.
Em 4 de julho de 1932, a linha Piccadilly foi estendida para correr a oeste de seu terminal original em Hammersmith, compartilhando a rota com a linha District para Ealing Common. De Ealing Common a South Harrow, a linha District foi substituída pela linha Piccadilly.
De 1 de março de 1936 até 1947, o nome da estação foi modificado para Park Royal (Hanger Hill). O sufixo foi então descartado e a estação voltou para a versão não modificada. Hanger Hill se referia a um conjunto residencial adjacente à estação.

## Possível desenvolvimento
Os planos da Prefeitura para a área incluem melhorias no acesso à estação. Em 2018, foi anunciado que a estação ganharia acesso gratuito até 2022, como parte de um investimento de £ 200 milhões para aumentar o número de estações acessíveis no metrô.

## Serviços
O serviço fora de pico em trens por hora (tph) é:
- 6tph para Cockfosters (sentido leste)
- 3tph para Rayners Lane (sentido oeste)
- 3tph para Uxbridge via Rayners Lane (sentido oeste)

O serviço de horário de pico em trens por hora (tph) é:
- 12tph para Cockfosters (sentido leste)
- 6tph para Rayners Lane (sentido oeste)
- 6tph para Uxbridge via Rayners Lane (sentido oeste)

## Conexões
As rotas 95 e 487 dos ônibus de Londres atendem a estação.